# Pont d'Ansac-sur-Vienne
Le pont d’Ansac-sur-Vienne est un ouvrage d'art routier situé entre Ansac-sur-Vienne et Confolens, en France.

## Situation et accès
Le pont est situé à l’est de la commune d’Ansac-sur-Vienne côté rive gauche et au sud de celle de Confolens côté rive droite, et plus largement au nord-est du département de la Charente.

## Histoire
Le 25 mars 1896, le ministère de l’Intérieur établit un devis d’une valeur de 48 000 francs pour l’édification d’un pont métallique à cet endroit. L’entrepreneur Auguste Guénant est désigné le 22 novembre 1897 pour sa réalisation. Le pont est ainsi construit en 1898 selon les plans des architectes Dutour et Laclötre.

## Structure
Le pont a une largeur de 4,15 mètres dans sa partie métallique. Il s’appuie sur des piles en granite avec bossage qui forment 5 travées symétriques. Le tablier, qui ne comprend qu’une voie, est supporté par 2 poutres en métal à treillis disposé en croix de saint André. Les garde-corps s’élève à 1,66 mètre au-dessus des trottoirs. Des poutrelles métalliques transversales sont placées en dessous du pont et des voûtains en briques s’appuient sur elles. Deux inscriptions sont inscrites sur le pont : « Magnard & Cie, Fourchambault, 1898 » et « 1898, babaud de la Croze, maire, Vignaud, Adjoint ».

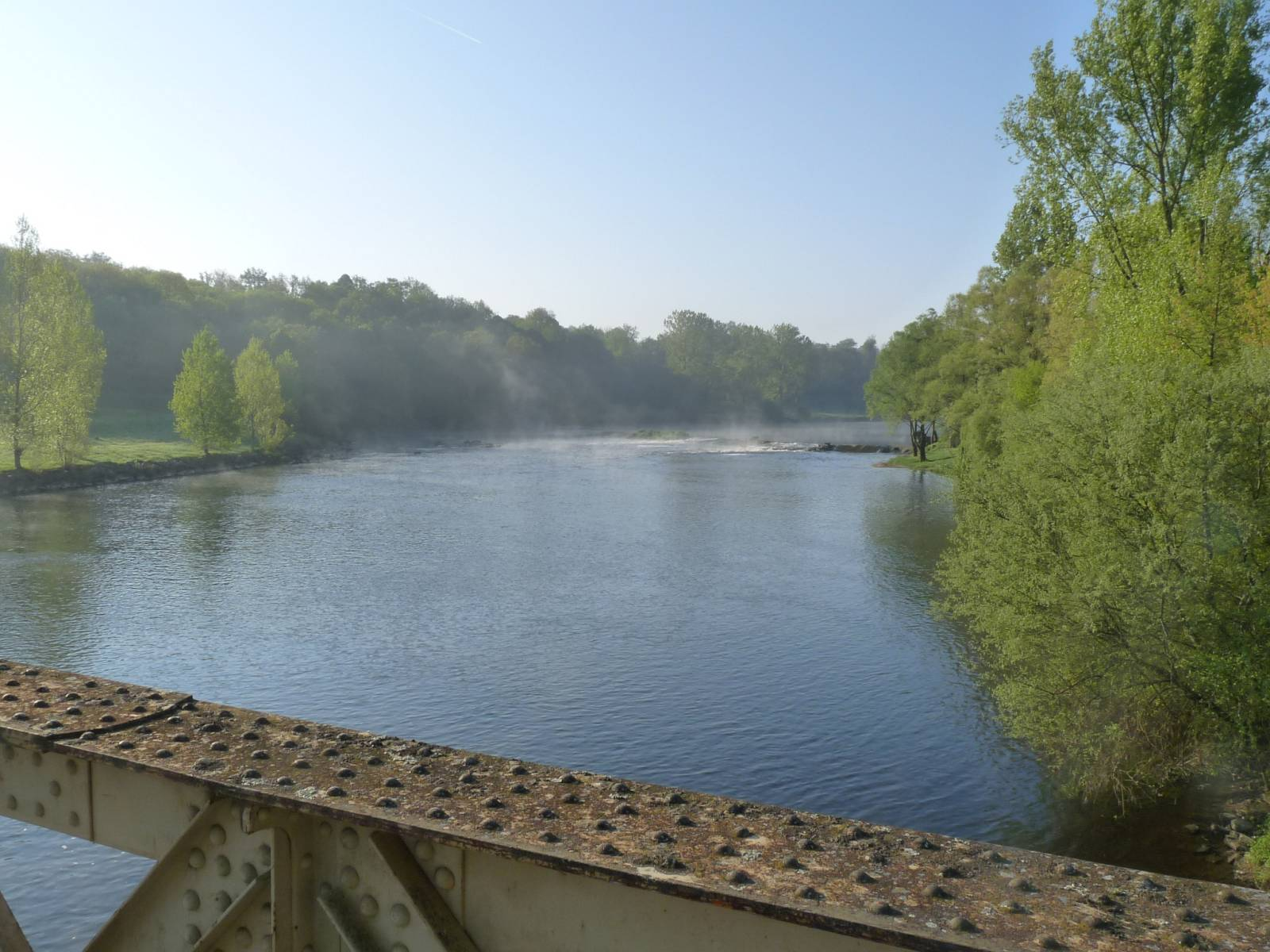
Vue de la Vienne depuis le pont et partie du garde-corps métallique.